# 醉拳
醉拳是中國武術中的其中一種拳术，是模仿醉漢動作的一種拳術。雖然醉拳在大眾文化中相當知名，广为人知，但是醉拳的真實性却遭受到質疑。

## 考证
醉拳之名，其真實性，於武術界盛傳已久，據電影《醉拳》導演袁和平說法，醉拳應是有的，但並非現在所見之拳勢，恐已失傳。不過，香港的黑虎門及洪佛派皆有醉拳套路傳世。而黑虎門更有三套以醉拳為名的套路，分別是：大醉、醉蛇及醉八仙。洪佛派則有醉八仙及以從醉八仙演變出來的四大跛。
“傳說”廣東十虎之蘇燦習有此套拳。可惜蘇燦史料難以考證。
現所見者，拳套、拳理有不少是成龍因電影之需所創。醉拳自1978年電影播出後，坊間爆出各式書籍秘笈，其皆多為一時延伸作品。現今有不少的醉拳套路，皆因電影起而效尤，是弄假成真之舉，毫無實戰價值，不可不察。但若近代拳師因試圖探討傳說影響，研究所創也不無可能。
關於醉拳的考證，有過一說之醉八仙歌訣，此套歌訣早就已存於清代甚或於明代，不過是否就是所謂的醉拳，则是無直接證據，因為此歌訣實乃藏訣於中，僅假八仙之名，說明人體八個部位的妙用，實為拳術中萬變不變、萬法之法的技擊本源。因此才被後世收藏於當今武術界完備拳術理論之《拳經》，而並非確定就是與醉拳有關。

## 醉八仙歌訣
一般認為醉拳中有“太白醉酒”、“武松醉跌”、“魯智深醉打山門”、“醉八仙”等名稱。其中相關醉八仙此名詞者有歌訣，此歌訣僅能說名人體八個部位的妙用，並不能直接證明就是醉拳

醉八仙歌訣
醉者，醉也，號八仙。頭頸兒，曾觸北周巔，兩肩誰敢與周旋。臀膊兒，鐵樣堅；手肘兒，如雷電。拳似抵柱，掌為風煙。膝兒起，將人掀；腳兒勾，將人損。披削爪掌，肩頭當先。身範兒，如狂如顛；步趨兒，東址西牽，好叫人難留戀。八洞仙跡，打成個錦冠顧天
第一節：漢鐘離，酒醉仙。胡蘆兒，肩上安。讓來讓去，得他便。雖則是玉山頹樣，也須要躲影神仙。膝兒起，撇兩邊，起時最忌身手便。牽前踏步，帶飛推肩。
第二節：呂洞賓，酒醉仙。背上兒，雙飛劍。披手披腳隨他便，隨他便。雖則是兩手如矢，也須要直利牽拳。反後步，要身偏，偏時要閉陰囊現。從上劈下，石壓山巔。
第三節：韓湘子，酒醉仙。竹筒兒，手內拈，重敲輕打隨他便，隨他便。雖則是，裡裹外裹，也須要，插掌填拳。魚鼓兒，咚咚填，打時誰知掃陰現。去時躲影，來若翩遷。
第四節：曹國舅，酒醉仙。手兒裡，拂塵翩。直臂橫肘隨他便，隨他便。雖則是，身步齊進，也須臂膊渾堅。頂肘開，頓肘填，坐時誰知身坐連。臀肘右下，左臂身旋。
第五節：何仙姑，酒醉仙。鐵爪籬，懷中見，上爪下爪隨他便，隨他便。雖則是，鸞顛鳳倒也須要，側進身偏。指上爪勝鐵鞭，爪時誰知血痕見。長伸短縮，通臂如猿。
第六節：藍采和，酒醉仙。兜的是，花籃艷，上勾下挽隨他便，隨他便。雖則是，蜻蜒點水，也須要，搬開爭先。眼兒緊，望下邊，望時只怕腿尖現。挽拳挽腳，裡進填拳。
第七節：張果老，酒醉仙。拿的是，鐵栗片，拿來拿去隨他便，隨他便。雖則是，金絲纏洗，也須要，骨反筋偏。身窈窕，采摘堅，采時離托人前面。拿拳拿掌，後手緊拈。

第八節：鐵拐李，酒醉仙。倒戴的，金剛圈。左投右撞隨他便，隨他便。雖則是，黃鶯磕耳，也須要，腳管肩先。腳兒彎，好勾臁，勾時鄭重人後面。翻身進步，身倒腳掀。
此醉八仙歌訣，亦出自《拳經拳法備要》以及《拳經》內容可查。
醉八仙歌，僅是假藉八仙之名，藏訣於中，主要講求：頭、肩、臂、肘、拳、掌、膝、腳八個部份的妙用。適用於各拳種，為萬變不變的萬法之法。非醉拳獨有所屬。

## 台灣傳統醉拳
此拳取酒醉時姿勢演練，憑眾多武術家的發揮，在民國初年出現了許多醉拳名師和套路。
- 太乙醉拳：這是太乙門的眾多拳術之一種，此拳較擅長醉步，太乙門擅常於猴形拳與地功拳等拳聞名。
- 魯智深醉拳：此拳法共有二十式，相較之下比較簡短，傾斜跌撞為主。
- 醉八仙拳：浙江張錫欽氏擅此拳，此拳有三十二式，動作和招式名稱與魯智深醉拳、 闖山門拳，兩拳類似。

## 香港傳統醉拳
在香港有流傳的醉拳如下：
1. 洪佛派醉八仙拳：洪佛派的著名拳術之一，以模仿八仙醉酒為主。亦有傳言成龍之醉拳即是參考此派的醉拳創作而成。
2. 醉羅漢：螳螂拳名拳師羅光玉先生所傳，表現初跌蕩翻騰、欲跌還穩之能為主。
3. 黑虎門醉八仙拳：黑虎門醉拳之一，此拳法由黑虎門宗師黃祥傳出，以模仿八仙醉酒為主，動作比較接近典型廣東拳種。
4. 大醉：黑虎門醉拳之一，此拳法由黑虎門宗師黃祥傳出，此拳長橋大馬，大開大合，與傳統有醉八仙拳有天壤之別，風格比較近似俠家白鶴拳。
5. 醉蛇：黑虎門醉拳之一，此拳法由黑虎門宗師黃祥傳出，此拳由醉八仙拳加上蛇拳混合而成，與坊間流傳之醉拳風格迥異。
6. 醉猴拳：為大聖劈掛門五猴拳之一，由宗師耿德海傳出此拳，其門人陳秀中之和許海之傳此拳者甚眾。

## 著名人物
- 苏灿（蘇乞兒）
- 黃祥（少林黑虎門）